# Ora et labora
La locuzione latina ora et labora, tradotta letteralmente, significa "prega e lavora", o "prega e fai fatica". È generalmente associata alla Regola benedettina, sebbene non vi compaia mai al suo interno.
L'espressione riassume i due momenti che, in un rapporto equilibrato tra preghiera e lavoro, scandivano le giornate nelle comunità religiose dal Medioevo in poi. Nel silenzio dei chiostri, migliaia di monaci hanno contribuito a costruire, con il loro paziente lavoro, l'Europa salvando opere d'arte, opere letterarie, dissodando regioni intere e contribuendo in modo determinante ad amalgamare la cultura greco-romana e quella dei nuovi popoli conquistatori.
Alcuni ordini, come i Cistercensi, intesero il labora come curare direttamente i lavori agricoli e divennero, perciò, protagonisti di una cultura agricola delle diverse parti dell'occidente europeo (ad esempio il diffondersi delle marcite); altri, come gli Umiliati, ad attività come la produzione dei panni di lana utilizzando anche, come fonte di energia, le ruote idrauliche con avvio di attività che possono essere considerate una anticipazione di quelle protoindustriali.
Già la Regola di san Pacomio, padre del monachesimo cenobitico, come tradotta in latino da san Girolamo, nel III secolo prevedeva una distinzione fra tempi di preghiera (al mattino e alla sera) dal resto della giornata, dedicato al lavoro manuale che era considerato un servizio divino.